# Rhysogaster panayensis
Rhysogaster panayensis är en tvåvingeart som beskrevs av Evert I. Schlinger 1959. Rhysogaster panayensis ingår i släktet Rhysogaster och familjen kulflugor.
Artens utbredningsområde är Filippinerna. Inga underarter finns listade i Catalogue of Life.